# أدريان هايز
أدريان هايز (بالإنجليزية: Adrian Hayes)‏ (22 مايو 1978 بنورتش في المملكة المتحدة - 18 أغسطس 2014) هو لاعب كرة قدم بريطاني في مركز الوسط. لعب مع كامبريدج يونايتد ونادي فارنبوروه ونادي كيترينغ تاون ونادي تاموورث ونادي كينغز لين ونادي كامبريدج ستي ونادي سودبوري وDereham Town F.C. ‏ ونادي ديس تاون ‏ وMildenhall Town F.C. ‏ ونادي بوسطن يونايتد.

## وصلات خارجية
- أدريان هايز على موقع Soccerbase.com (لاعب) (الإنجليزية)